# Бопс (рыба)
Бопс, или полосатик, или большеглазый боопс (лат. Boops boops) — вид лучепёрых рыб семейства спаровых.

## Описание
Бопс достигает максимальной длины 36 см, средняя длина составляет 20 см. Удлинённое тело сжато с боков, покрыто мелкими чешуйками. Спина имеет серо-голубую или зеленоватую окраску, боковые стороны серебристые. Ниже тёмной боковой линии проходят от 3-х до 5-и золотистых продольных полос. Чёрное пятно находится у основания грудных плавников. Удлинённый спинной плавник с 13—15 колючими и 12—17 мягкими лучами. Все плавники светлые. Короткий анальный плавник имеет 3 жёстких луча и от 14 до 16 мягких лучей.

## Распространение
Рыбы живут в восточной Атлантике от Норвегии до Анголы, включая прибрежье у Канарских островов и островов Зелёного Мыса, а также у островов Сан-Томе и Принсипи, кроме того, в Средиземном и Чёрном морях.

## Образ жизни
Бопс живёт на глубинах до 350 м над песчаным, скалистым дном. Ночью он поднимается к поверхности воды. Он питается, прежде всего, пелагическими ракообразными, а также другими организмами планктона.

## Размножение
Впервые созревают в возрасте 1 года при длине тела около 12 см. Как большинство спаровых — это протогинический гермафродит, то есть вначале созревают самки, которые затем становятся самцами.